# Січ (газета)

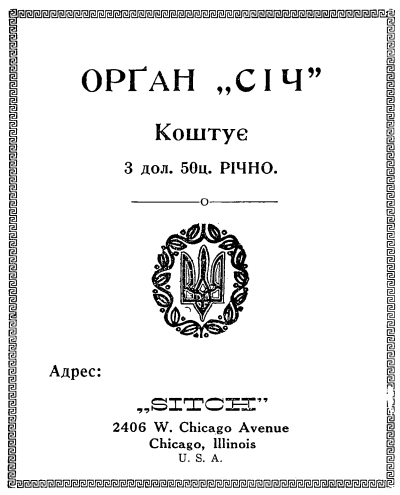
Реклама на газету «Січ» 1926 року.

«Січ» — двотижневик, орган українського товариства «Січ», гетьманського напряму, виходив у Чикаго з липня 1924 до травня 1934 як продовження «Січових Вістей». Редактор Осип Назарук, з 1928 — М. Бодрук. У 1934 «Січ» замінив «Наш Стяг».
Газета опублікувала мемуари, політичні коментарі, ідеологічні статті, звіти про діяльність членів січових товариств, і національні та міжнародні новини.